# Quid Pro Quo (Status-Quo-Album)
Quid Pro Quo ist das 2011 veröffentlichte 29. Studioalbum der britischen Rockband Status Quo.

## Hintergrund
Das Album wurde von 2010 bis 2011 in den ARSIS Studios aufgenommen und enthält 14 neue Songs sowie die 2010er-Version ihres Hits In the Army Now aus dem Jahr 1986, der als Unterstützung der Wohltätigkeitsorganisationen Help for Heroes und British Forces Foundation neu aufgenommen und auch als erste Single veröffentlicht wurde. Das zugehörige Livealbum Official Live Bootleg enthält zwölf ältere Songs, die von der Gruppe in Amsterdam und Melbourne 2010 aufgenommen wurden.
Die Single Rock ’n’ Roll ’n’ You wurde ursprünglich zum kostenlosen Download auf der Webseite der Band angeboten. Als weitere Singles folgten Two Way Traffic, Better Than That und The Winner.

## Titelliste
1. „Two Way Traffic“ (Francis Rossi, John Edwards) – 4:00
2. „Rock ’n’ Roll ’n’ You“ (Rossi, Andy Bown) – 3:32
3. „Dust to Gold“ (Rossi, Bown, Edwards) – 4:52
4. „Let’s Rock“ (Rick Parfitt, Wayne Morris) – 4:28
5. „Can’t See for Looking“ (Parfitt, Bown, Edwards) – 3:55
6. „Better Than That“ (Rossi, Bob Young) – 3:18
7. „Movin’ On“ (Rossi, Young) – 4:05
8. „Leave a Little Light On“ (Parfitt, Morris) – 4:05
9. „Any Way You Like It“ (Bown, Alan Crook, Edwards) – 3:18
10. „Frozen Hero“ (Rossi, Bown) – 4:21
11. „Reality Cheque“ (Parfitt, Edwards) – 4:05
12. „The Winner“ (Rossi, Young) – 3:18
13. „It’s All About You“ (Rossi, Young) – 2:54
14. „My Old Ways“ (Rossi, Young) – 3:04
15. „In the Army Now“ (Rob Bolland, Fred Bolland) (Veröffentlichung nur im UK) – 3:53

## TitellisteOfficial Live Bootleg
1. „Whatever You Want“ (Parfitt, Bown) – 5:12
2. „Down Down“ (Rossi, Young) – 5:06
3. „Don’t Drive My Car“ (Rossi, Bernie Frost) – 3:51
4. „Hold You Back“ (Rossi, Young, Parfitt) – 4:38
5. „Pictures of Matchstick Men“ (Rossi) – 2:29
6. „Ice in the Sun“ (Marty Wilde, Ronnie Scott) – 2:14
7. „Beginning of the End“ (Rossi, Edwards) – 4:27
8. „Roll Over Lay Down“ (Rossi, Young, Alan Lancaster, Parfitt, John Coghlan) – 5:58
9. „Caroline“ (Rossi, Young) – 5:08
10. „Rockin’ All Over the World“ (John Cameron Fogerty) – 4:07

### Bonustitel Deluxe-Edition
1. „Paper Plane“ (Rossi, Young) – 3:38
2. „Softer Ride“ (Lancaster, Parfitt) – 3:46

## Mitwirkende
- Francis Rossi – Vocals, Leadgitarre
- Rick Parfitt – Vocals, Gitarre
- John Edwards – Bass, Vocals
- Andy Bown – Keyboards
- Matt Letley – Schlagzeug

## Rezeption

### Charts und Chartplatzierungen
| ChartsChartplatzierungen     | Höchstplatzierung | Wochen |
| ---------------------------- | ----------------- | ------ |
| Deutschland (GfK)            | 13 (7 Wo.)        | 7      |
| Österreich (Ö3)              | 26 (3 Wo.)        | 3      |
| Schweiz (IFPI)               | 8 (16 Wo.)        | 16     |
| Vereinigtes Königreich (OCC) | 10 (4 Wo.)        | 4      |

### Auszeichnungen für Musikverkäufe
| Land/Region                  | Auszeichnungen für Musikverkäufe (Land/Region, Auszeichnung, Verkäufe) | Verkäufe |
| ---------------------------- | ---------------------------------------------------------------------- | -------- |
| Europa (Impala)              | 2× Silber                                                              | (40.000) |
| Vereinigtes Königreich (BPI) | Silber                                                                 | 60.000   |
| Insgesamt                    | 3× Silber ·                                                            | 60.000   |